# Дасья (Керкира)
Дасья́ (Дасия, греч. Δασιά) — курортная область в Греции, на северо-восточном побережье острова Керкира. Расположена между деревней Гувья на юге и деревней Ипсос на севере. Расстояние до города Керкира — 12 км. Входит в сообщество Керкира в общину (дим) Центральная Керкира и Диапонтии-Ниси в периферийной единице Керкира в периферии Ионические острова.
Дасья предлагает все основные виды туристических услуг: жилые и гостиничные сооружения, пляж, водные виды спорта, верховую езду, гольф и дискотеку; есть аренда автомобилей, джипов, мотоциклов и велосипедов. На территории курорта находятся супермаркеты, банкомат, кемпинг, а также 24-часовой медицинский центр.
Дасья меньше, чем Гувья и Ипсос, и предполагает более спокойный отдых. В ней нет променада и аллей, а пляж длинный и очень узкий — около 10 метров. Однако расположение в бухте обеспечивает курорту спокойное море. Пляж песочно-галечный, в море переходящий в чистый, ровный песок. Некоторые из гостиниц имеют частные пляжи, доступные только для своих клиентов.
С пляжа Дасья видны горы Албании. Большинство гостиниц расположено на берегу моря. Магазины, рестораны, пиццерии и кафе расположены вдоль шоссе. С шоссе и пляжа открываются красивые виды на гору Пантократор.
Название Дасья означает «лес», и курорт действительно находится в районе пышной растительности и деревьев. Между Гувьей и Дасьей растут цитрусовые сады.

## Галерея

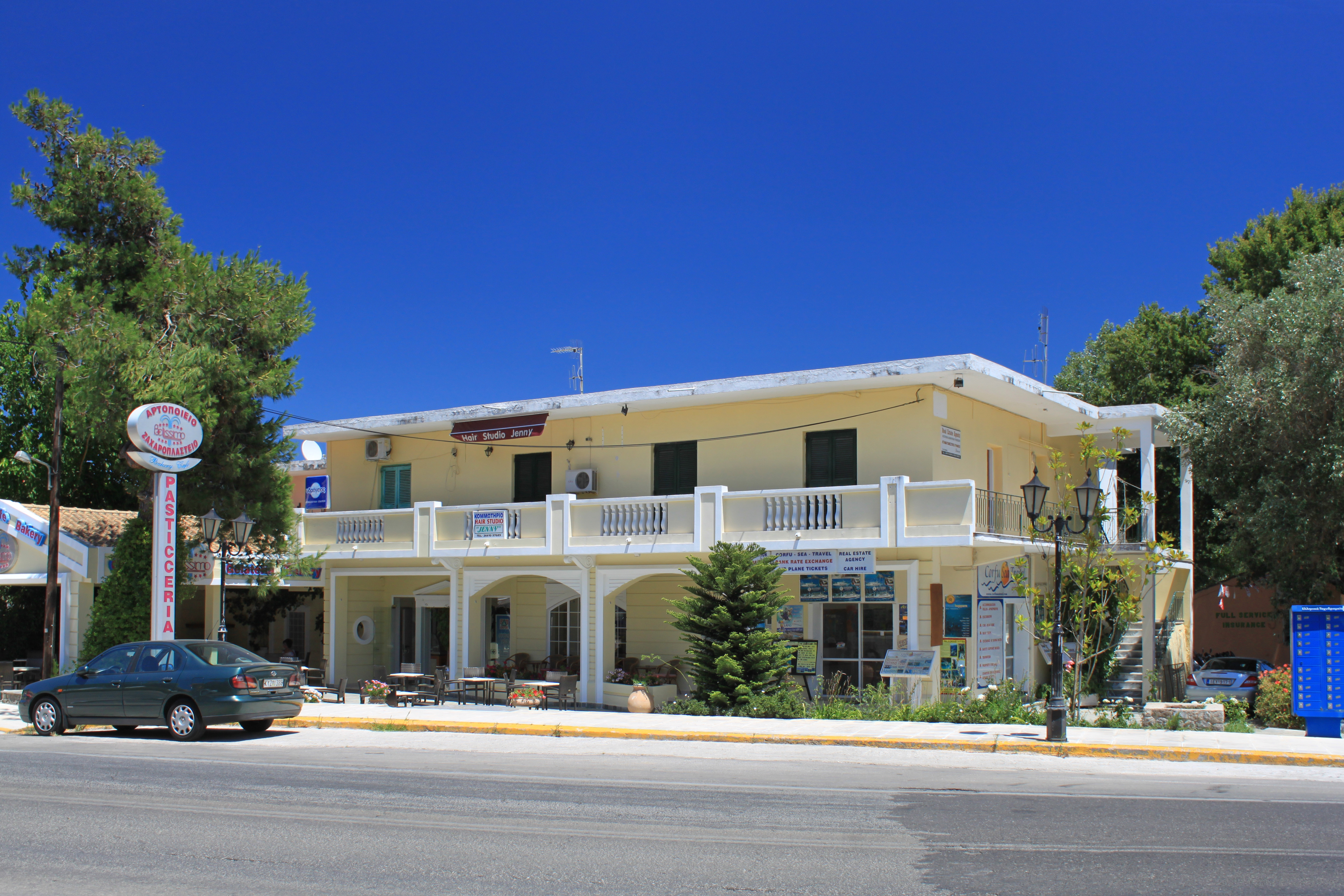
Дом на главной улице Дасьи
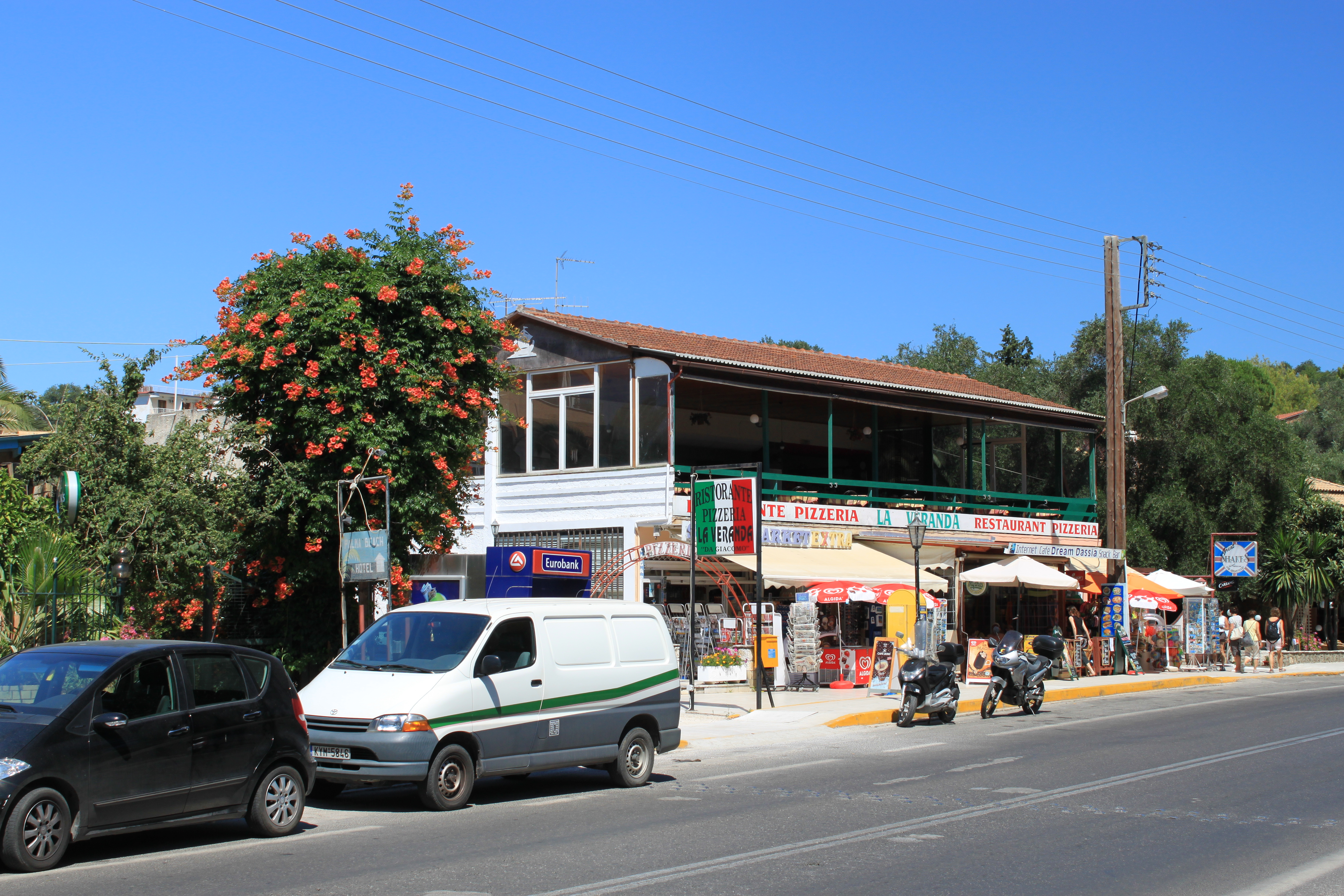
Пиццерия, ресторан и супермаркет в Дасьи

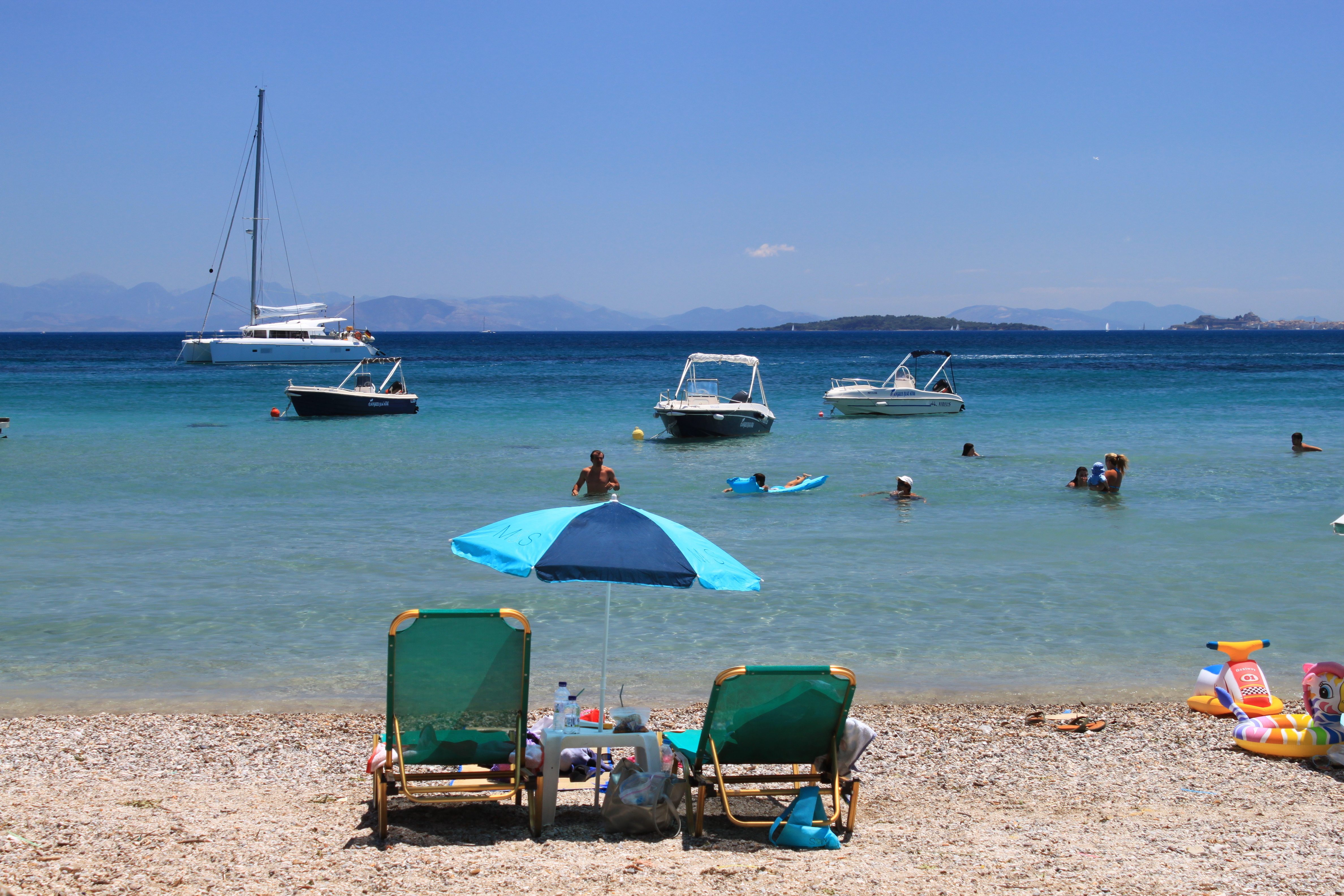
На пляже Дасья
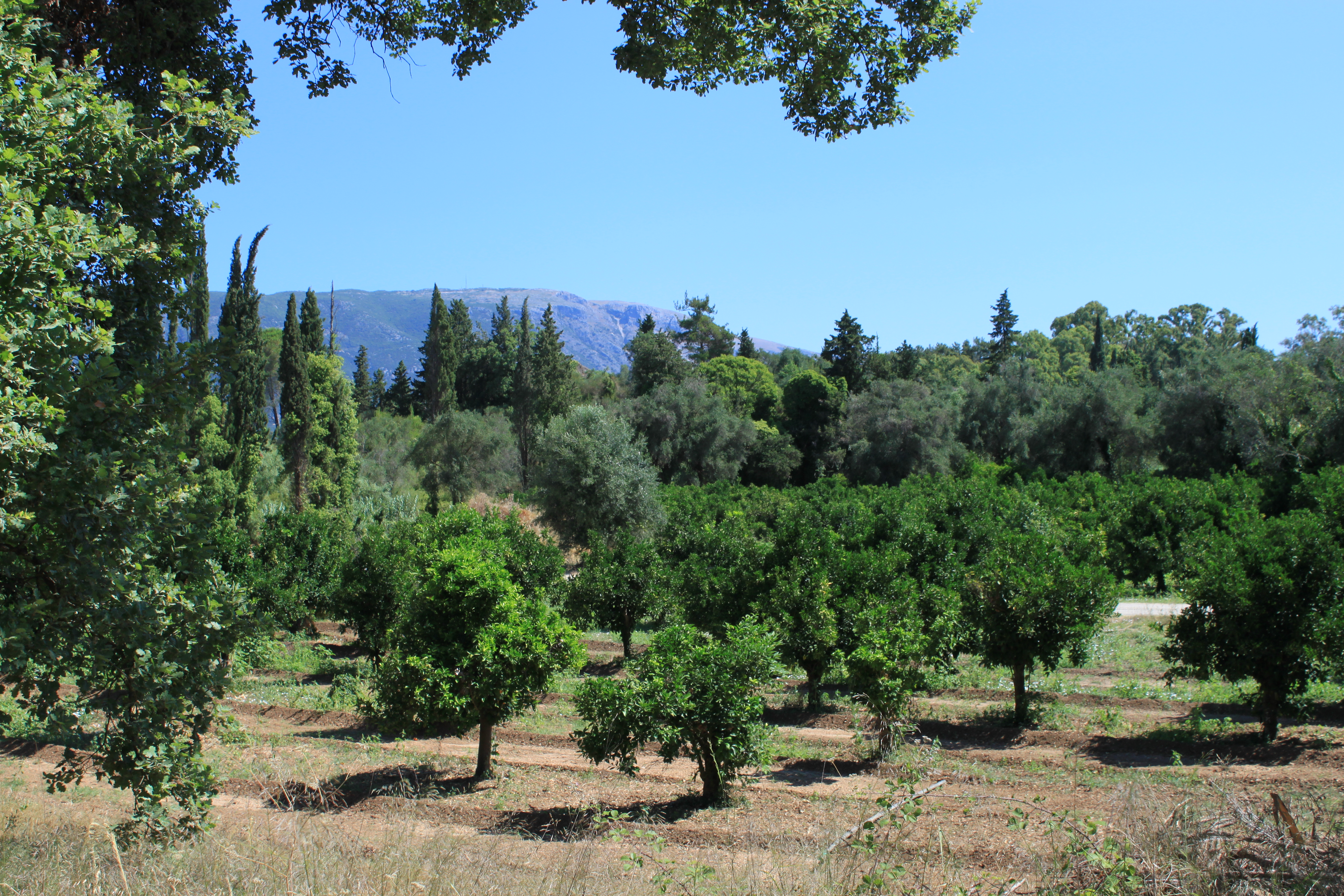
Мандариновый сад между Гувьей и Дасьей